# Alpemurmeldyr
Alpemurmeldyr (latin: Marmota marmota) er en art af murmeldyr, som er udbredt i bjergrige områder i det centrale og sydlige Europa. Alpemurmeldyret lever i mellem 800 og 3200 meters højde i Alperne, Karpaterne, Tatrabjergene, Pyrenæerne og de nordlige Apenniner. De blev med held genudsat i 1948 i Pyrenæerne, hvor alpemurmeldyrene var forsvundet fra i pleistocæn-perioden. Der er tale om dyr, der er dygtige til at grave og i stand til at gennembryde jordlag, hvor selv hakker har svært ved at trænge igennem, og de tilbringer op imod ni måneder årligt i dvale.

## Beskrivelse
Et fuldvoksent alpemurmeldyr har, når det står på fire ben, en skulderhøjde på 18 cm. Det er mellem 42 og 54 cm i længden, fraregnet en 13-16 cm lang hale. Dyret vejer betydeligt mindre om foråret efter dvalen med en vægt på 2,8-3,3 kg end om efteråret, hvor de kan veje 5,5-8 kg. Der er tale om en af de største egern-arter (den nordamerikanske art Marmota caligata kan i nogle tilfælde blive tungere). Alpemurmeldyrets pels har en blanding af en lys, en rødlig og en mørkegrå farve. Det har kløer på de fleste af sine fingre, men negle på tommelfingrene.